# Ваља Рошије (Калараш)
Ваља Рошије (рум. Valea Roșie) насеље је у Румунији у округу Калараш у општини Митрени. Oпштина се налази на надморској висини од 31 m.

## Становништво
Према подацима из 2002. године у насељу је живело 2469 становника.

### Попис2002.
| Расподела становништва по националности 2002.‍ | Расподела становништва по националности 2002.‍ | Расподела становништва по националности 2002.‍ | Расподела становништва по националности 2002.‍ | Расподела становништва по националности 2002.‍ |
| --------------------------------------------- | --------------------------------------------- | --------------------------------------------- | --------------------------------------------- | --------------------------------------------- |
|                                               |                                               |                                               |                                               |                                               |
| Румуни                                        | Румуни                                        |                                               | 2.448                                         | 99,2%                                         |
| Роми                                          | Роми                                          |                                               | 19                                            | 0,8%                                          |